# Scheme (език за програмиране)
Scheme е функционален език за програмиране, диалект на LISP, разработен в технологичния институт в Масачузетс. Характерен е със своя минималистичен синтаксис. Подходящ е за първоначално запознаване с функционалното програмиране.

## Глобални декларации
С ключовата дума define се създава променлива и се инициализира с дадена стойност.
```
 
(
define
 
a
 
7
)

```

Възможна е и декларация на функция. В следния пример е декларирана функция square за повдигане дадено число на квадрат:
```
 
(
define
 
(
square
 
x
)

    
(
*
 
x
 
x
))

```

## Локално свързване

### letrec
С letrec се осъществяват рекурсии.
```
(
define
 
(
fak
 
n
)

  
(
letrec
 
((
F
 
(
lambda
(
x
)

                
(
if
 
(
=
 
x
 
0
)
 
1

                    
(
*
 
x
 
(
F
 
(
-
 
x
 
1
)))))))

    
(
F
 
n
)))

```

### define
Освен за инициализаиране на глобални променливи и функции, с define могат да се дефинират и локани променливи, видими в блока, в който се намират. Така се постига по добра четливост на програмата и така се избягва използването на letrec.
```
  
(
let
 
((
x
 
5
))

    
(
define
 
(
foo
 
y
)

      
(
bar
 
x
 
y
))

    
(
define
 
(
bar
 
a
 
b
)

      
(
+
 
(
*
 
a
 
b
)
 
a
))

    
(
foo
 
(
+
 
x
 
3
)))

```

## Типове данни

### Списъци
- list

Функцията list връща нов списък от аргументите си.
```
 
(
list
 
1
 
2
 
3
)

 
(
list
 
(
list
 
1
 
2
)
 
(
list
 
3
 
4
))

```

- sublist
- list-ref

Функцията list-ref приема като аргументи списък и позиция в списъка. Връща елемента от списъка, който се намира на посочената позиция.
```
 
(
list-ref
 
(
list
 
'а
 
'б
 
'в
 
'г
)
 
1
)
; връща 'б

```

- list-tail
- length

Функцията length взима като аргумент списък и връща неговата дължина.
```
 
(
length
 
(
list
 
0
 
1
 
2
 
3
 
4
))
; дължината на списъка е 5

```

- cons
- car
- cdr
- append
- reverse

### Други
- булев тип

Истина и неистина се отбелязват съответно с #t и #f.
- низове

Символните низове започват и завършват с ".
- символи
- числа

## Цикли
Scheme няма конструкции за цикли. Когато се налага използването им се прибягва до рекурсия. Един безкраен цикъл изглежда така:
```
 
(
define
 
(
loop
)

  
(
loop
))

```

Типичен пример за рекурсия е следното изчисление на факториел:
```
 
(
define
 
(
fak
 
n
)

    
(
if
 
(
=
 
n
 
0
)

        
1

        
(
*
 
n
 
(
fak
 
(
-
 
n
 
1
)))))

```

## Коментари
Коментарите започват с ; и продължават до края на реда.

## Примери

### Hello world
```
  
(
begin

    
(
display
 
"Hello, World!"
)

    
(
newline
))

```